# Juayúa
Juayúa est une municipalité du département de Sonsonate au Salvador.